# Dusona spiracularis
Dusona spiracularis là một loài tò vò trong họ Ichneumonidae.